# Прево, Эжен Марсель
Эжен Марсель Прево́ (фр. Eugène Marcel Prévost; 1 мая 1862, Париж — 8 апреля 1941) — французский писатель и драматург.
Образование получил в иезуитских колледжах Бордо и Парижа, в 1882 году поступил в парижскую Политехническую школу. Свой первый рассказ опубликовал в Clairon ещё в 1881 году, но после получения высшего образования некоторое время владел открытой им табачной мануфактурой. В 1909 году был избран членом Французской академии. С 1922 по 1940 год был главным редактором журнала Revue de France, с 1937 по 1940 год — председателем Французского союза спасения детей.
Основной темой его творчества является бытописание и критика жизни современного ему французского богемного общества. Его первый роман «Скорпион» (1887, русский перевод — 1901), отчасти автобиографический и рассказывающий о жизни в иезуитском колледже. Наиболее известные ранние романы, осуждающие падение нравов, но при этом косвенно критикующие Католическую церковь и содержащие эротические сцены: «Шоншетта» (1888, русский перевод — 1901), «Мадемуазель Жофр» (1889), «Осень женщины» (1893, русский перевод — 1893), «Полудевы» (1894, русский перевод — 1895; в 1898 году написал пьесу на основе романа; этот роман, описывающий сексуальную жизнь молодых женщин Парижа, вызвал огромные споры в обществе и принёс автору большую, но несколько сомнительную славу), «Счастливая чета» (1901) и другие. Его более поздние романы, «Сильные девы» (тома 1—2, 1900), «Письма к Франсуазе» (тома 1—4, 1902—1924), представляют собой моралистические саги. Романы «Унтер-офицер Бенуа» (1916, русский перевод — 1916), «Мой дорогой Томми» (1920) посвящены событиям Первой мировой войны, роман «Sa Maitresse et Moi» (1925) — теме белой эмиграции. Из его пьес наиболее известной является La Plus Faible (1904), с успехом шедшая на сцене «Комеди Франсэз».